# 沈国舫
沈国舫（1933年11月15日—），男，浙江嘉善人，生于上海，中国林学家，曾任中国工程院副院长，八、九、十届全国政协委员。

## 生平
1951年肄业于北京农业大学森林系，后公派苏联列宁格勒林学院林业系学习。1960年任北京林学院讲师，并一直任教至今，曾任北京林业大学校长。1995年被评为中国工程院院士。
2013年，80岁的沈国舫申请退休，被北京林业大学拒绝，理由是“你是我们学校的旗帜”。

## 社会兼职
《林业科学》杂志主编、《北京林业大学学报》（英文版）主编，中国林学会理事长。